# Anna Müller (Politikerin)
Anna Müller (* 6. August 1875 in Köppelsdorf; † 17. August 1954 in Sonneberg) war eine deutsche Politikerin (SPD).

## Leben und Wirken
Müller wirkte von 1909 bis 1921 als Hausfrau in Köppelsdorf. Sie trat in die Sozialdemokratische Partei Deutschlands (SPD) ein und war von Oktober 1919, als sie für den ausgeschiedenen Abgeordneten Carl Vogl nachrückte, bis 1920 Landtagsabgeordnete im Freistaat Sachsen-Meiningen. Im Anschluss wurde sie Mitglied der dortigen Gebietsvertretung. Müller war die erste und einzige Frau, die jemals dem Meininger Landtag angehörte.